# Monti Byrandja
I monti Byrandja (in russo хребет Бырандя?; in lingua sacha: Бырандьа) sono una catena montuosa della Siberia Orientale che fa parte del sistema montuoso dei monti di Verchojansk. Si trovano nella Sacha (Jacuzia), in Russia.

## Geografia
I Byrandja si allungano per circa 120 km nella parte settentrionale dei monti di Verchojansk, descrivendo un arco da nord-ovest a sud. Il punto più alto della catena è un picco senza nome di 1915 m. Il limite settentrionale è dato dalla valle del fiume Soboloch-Majan e, in parte a nord-est, dal suo tributario Mjagen. Il limite meridionale è segnato dal fiume Undjuljung.